# Челюсти (франшиза)
«Челюсти» (англ. Jaws) — это франшиза американских фильмов ужасов об акулах, начавшаяся с фильма 1975 года, который расширился до трех сиквелов, аттракциона в тематическом парке и других сопутствующих товаров, основанных на романе 1974 года. Главный сюжет франшизы — большая белая акула и её нападения на людей в определённых районах США и на Багамах. Семья Броуди фигурирует во всех фильмах как основная противоположность акуле. Оригинальный фильм был основан на романе, написанном Питером Бенчли, который сам был вдохновлен нападениями акул на берегу Джерси в 1916 году. Бенчли адаптировал свой роман вместе с Карлом Готлибом и Говардом Саклером для фильма 1975 года «Челюсти», который был снят Стивеном Спилбергом. Хотя Готлиб написал два из трех сиквелов, ни Бенчли, ни Спилберг не вернулись к франшизе ни в каком качестве.
Первый фильм считался переломным в истории кино; он стал отцом летних блокбастеров и одним из первых фильмов с «высокой концепцией». Фильм также известен введением знаменитой музыкальной темы Джона Уильямса, которая представляла собой простое чередование нот ми и фа фортепиано. Музыкальная партитура Уильямса получила премию Оскар. Фильм получил ещё две премии «Оскар» и был номинирован на «Лучший фильм».

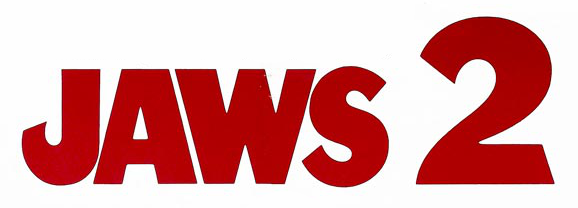
Логотип фильма Челюсти 2

Успех «Челюстей» привел к появлению трех сиквелов, а четыре фильма вместе собрали почти 800 миллионов долларов по всему миру в кассовых сборах. Во франшизе также были выпущены различные альбомы с саундтреками, дополнительные новеллизации, основанные на сиквелах, коллекционные карточки, вдохновленные аттракционы в тематических парках Universal Studios Florida и Universal Studios Japan, несколько видеоигр и мюзикл, премьера которого состоялась в 2004 году. Фильмы были популярны у критиков, когда они были только выпущены, но критический и коммерческий приём становился всё хуже с каждым следующим продолжением. Этот приём распространился на товары, и видеоигры стали рассматриваться как плохие имитации оригинальной концепции. Тем не менее, оригинальный фильм 1975 года обычно считается одним из величайших фильмов всех времён и часто входит в сотню лучших в различных рейтингах Американского института кино.

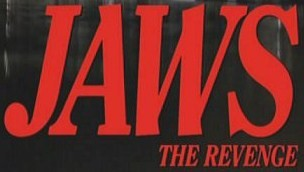
Логотип фильма Челюсти: Месть

Однако позже Бенчли сожалел, что когда-либо написал оригинальную книгу, поскольку она поощряла широко распространенный общественный страх перед акулами, что привело к массовой выбраковке, в результате чего различные виды акул по всему миру оказались под угрозой исчезновения. Таким образом, он провёл большую часть своей жизни, продвигая дело сохранения океана.

## Задумка
Питер Бенчли много лет думал «об истории об акуле, которая нападает на людей, и о том, что произойдёт, если она появится и не уйдёт». Редактор Doubleday Том Конгдон заинтересовался идеей Бенчли о романе о том, как большая белая акула терроризирует пляжный курорт. После различных исправлений и переписываний Бенчли представил свой окончательный вариант в январе 1973 года. Название было выбрано незадолго до того, как книга вышла в печать. Бенчли говорит, что он месяцами думал о названиях, многие из которых он называет «претенциозными», например «Неподвижность в воде» и «Восхождение Левиафана». Бенчли считал другие идеи, такие как «Челюсти смерти» и «Челюсти Левиафана», «мелодраматичными, странными или претенциозными».
Клуб «Книга месяца» сделал роман «книгой», квалифицировав его как основной выбор, затем его также выбрал «Ридерз Дайджест». Дата публикации была перенесена назад, чтобы обеспечить тщательно спланированный выпуск. Сначала он был выпущен в твёрдом переплёте в феврале 1974 года, затем в книжных клубах, после чего последовала национальная кампания по выпуску книги в мягкой обложке. Бантам купил права на книгу в мягкой обложке за 575 000 долларов.
Ричард Д. Занук и Дэвид Браун, кинопродюсеры Universal Pictures, услышали о книге в одно и то же время в разных местах. Браун услышал об этом в отделе художественной литературы Cosmopolitan, журнала о стиле жизни, который тогда редактировала его жена Хелен Герли Браун. Небольшая карточка давала подробное описание сюжета, заканчивающееся комментарием «может получиться хороший фильм», хотя они не были уверены, как это сделать, им пришлось снять фильм. Браун говорит, что если бы они прочитали книгу дважды, то никогда бы не сняли фильм из-за трудностей с выполнением некоторых эпизодов. Однако он говорит, что «нам просто понравилась книга. Мы думали, что из неё получится очень хороший фильм».

## Фильмы
| Фильм          | Дата выхода   | Режиссёр(ы)     | Сценарист(ы)                 | Продюсер(ы)                    |
| -------------- | ------------- | --------------- | ---------------------------- | ------------------------------ |
| Челюсти        | Июнь 20, 1975 | Стивен Спилберг | Питер Бенчли и Карл Готлиб   | Ричард Д. Занук и Дэвид Браун  |
| Челюсти 2      | Июнь 16, 1978 | Жанно Шварц     | Карл Готлиб и Говард Саклер  | Ричард Д. Занук и Дэвид Браун  |
| Челюсти 3      | Июль 22, 1983 | Джо Элвз        | Ричард Мэтисон и Карл Готлиб | Руперт Хитциг и Алан Ландсбург |
| Челюсти: Месть | Июль 17, 1987 | Джозеф Сарджент | Майкл де Гусман              | Джозеф Сарджент                |

### Челюсти (1975)
Оригинальные «Челюсти» режиссёра Стивена Спилберга основан на одноимённом романе Питера Бенчли. В нём рассказывается история начальника полиции Мартина Броуди (которого играет Рой Шайдер) с острова Амити (вымышленный летний курортный город) в его стремлении защитить отдыхающих от большой белой акулы, закрыв пляж. Это отклонено городским советом во главе с мэром Ларри Воганом (Мюррей Гамильтон), который хочет, чтобы пляж оставался открытым, чтобы поддерживать местную туристическую экономику. После нескольких нападений начальник полиции обращается за помощью к морскому биологу Мэтту Хуперу (Ричард Дрейфус) и профессиональному охотнику на акул Квинту (Роберт Шоу). Все трое отправляются в океан на лодке Квинта — Орка. Акула убивает Квинта, но Броуди удается уничтожить её, стреляя в баллон с воздухом под высоким давлением, который он заклинил ей во рту. В конце концов, Броуди и Хупер уплывают от тонущей косатки, и им обоим удалось пережить нападение акулы на лодку целыми и невредимыми.

### Челюсти 2 (1978)
Первый сиквел, «Челюсти 2», изображает тот же город через четыре года после событий оригинального фильма, когда ещё одна большая белая акула прибывает на берега вымышленного морского курорта Остров Амити. Режиссёр Жанно Шварц и Рой Шайдер в главной роли снова в роли начальника полиции Мартина Броуди, который после серии смертей и исчезновений подозревает, что виновником является другая акула. Однако ему трудно убедить городских избранников. После увольнения он должен действовать в одиночку, чтобы спасти группу подростков, включая двух его сыновей, которые сталкиваются с акулой во время плавания. Затем Броуди удаётся убить акулу на Кабельном перекрёстке, потянув за один из подводных кабелей. Слоган фильма «Как раз тогда, когда вы подумали, что можно безопасно вернуться в воду…» стал одним из самых известных в истории кино и неоднократно пародировался.

### Челюсти 3 (1983)
Сюжет «Челюстей 3» перемещается от острова Амити к Морскому миру во Флориде, водному тематическому парку с подводными туннелями и лагунами. Когда парк готовится к открытию, в него проникает детёныш большой белой акулы, который нападает и убивает водников и сотрудников парка. Как только детёныша акулы поймают, становится очевидным, что здесь присутствует гораздо более крупная акула, мать. Персонажи сыновей Мартина из первых двух фильмов получили дальнейшее развитие в этом фильме: Майкл Броди (Деннис Куэйд) — главный инженер парка, а его младший брат Шон (Джон Путч) прибывает на курорт, чтобы навестить его. События предыдущих фильмов подразумеваются из-за неприязни Шона к воде из-за «чего-то, что произошло, когда он был ребёнком». События и развитие персонажей в «Челюстях 3» не зависят от остальной части серии.

### Челюсти: Месть (1987)
В четвёртом фильме «Челюсти: Месть» сюжетная линия возвращается на Остров Дружелюбия, но игнорируются все элементы сюжета, представленные в «Челюстях 3». Не упоминается девушка Майкла из предыдущего фильма, Кэтрин Морган (Бесс Армстронг), или его смена карьеры с инженера в Морском мире на морского биолога. Фактически, в одном из пресс-релизов Universal Studios для «Челюстей: Месть» «Челюсти 3» полностью опущены, поскольку «Челюсти: Месть» названы «третьим фильмом замечательной трилогии Челюсти». Мартин Броуди умер от сердечного приступа, хотя его жена Эллен Броуди (Лоррейн Гэри) утверждает, что он умер из-за страха перед акулой. Её младшему сыну Шону (Митчелл Андерсон), который сейчас работает заместителем полиции в Амити, поручают убрать бревно с буя. При этом на него нападает и убивает акула. Эллен убеждается, что акула намеренно преследует её семью за смерть первых двух акул. Майкл (Лэнс Гест) убеждает её провести некоторое время со своей семьей на Багамах. Однако, поскольку его работа требует много времени в море, Эллен опасается, что он станет следующей жертвой акулы. Когда её внучка Тея (Джудит Барси) чудом избегает нападения акулы, Эллен садится в лодку, чтобы убить предполагаемого преследователя своей семьи. Хоги (Майкл Кейн), Майкл и его друг Джейк (Марио Ван Пиблз) находят Эллен, а затем убивают акулу электрическим током, выгоняя её из воды и пронзая носом лодки Эллен.

### Будущее
В июле 2018 года Стивен Спилберг проявил интерес к фильму-приквеле «Челюсти», посвященному затоплению авианосца «Индианаполис» в 1945 году, с участием более молодой версии «Квинта» Роберта Шоу в качестве второго плана. В мае 2020 года внук Шоу Фердия Шоу выразил заинтересованность в том, чтобы потенциально сыграть молодого Квинта в будущем, если фильм когда-либо будет снят.

## Производство

### Разработка

#### Челюсти (1975)
Первоначально Занук и Браун планировали нанять Джона Стерджеса для постановки фильма, прежде чем рассмотреть Дика Ричардса. Однако их раздражало то, что Ричардс постоянно называл акулу «китом»; Впоследствии Ричардс был исключен из проекта. Затем в июне 1973 года Занук и Браун подписали контракт со Спилбергом на роль режиссёра перед выпуском его первого театрального фильма «Шугарлендский экспресс». Спилберг хотел взять основную концепцию романа, удалив множество сюжетных линий Бенчли. Занук, Браун и Спилберг удалили из романа роман о прелюбодеянии между Эллен Броуди и Мэттом Хупером, потому что это могло поставить под угрозу товарищеские отношения между мужчинами, когда они отправились на прогулку на «Орке».
Питер Бенчли написал три варианта сценария, прежде чем решил отказаться от проекта. Драматург, обладатель премий Тони и Пулитцеровской премии, Говард Саклер оказался в Лос-Анджелесе, когда создатели фильма начали искать другого сценариста и предложили переписать сценарий, не указанный в титрах, и, поскольку продюсеры и Спилберг были недовольны черновиками Бенчли, они быстро приняли его предложение. Спилберг отправил сценарий Карлу Готлибу, прося совета. Готлиб переписал большинство сцен во время основной фотосъёмки, а Джон Милиус отшлифовал диалоги. Спилберг утверждал, что подготовил свой собственный проект. Авторство монолога Квинта о судьбе крейсера USS Indianapolis вызвало серьёзные споры относительно того, кто заслуживает наибольшей похвалы за речь. Спилберг описал это как сотрудничество Джона Милиуса, Говарда Саклера и актёра Роберта Шоу. Готлиб отдает должное Шоу, преуменьшая вклад Милиуса.
Для производства были изготовлены три механические акулы: полная версия для подводных съёмок, одна, которая двигалась от камеры слева направо (с её скрытой стороной, полностью обнажающей внутренний механизм), и противоположная модель с открытым правым боком. Их строительством руководили художник-постановщик Джо Алвес и художник по спецэффектам Роберт А. Мэтти. После того, как акулы были завершены, их отправили на место съёмки, но они не были испытаны в воде, и когда их поместили в океан, полная модель опустилась на дно океана, что вынудило группу дайверов поднять её. Место съёмки происходило на острове Мартас-Винъярд, штат Массачусетс, выбранном потому, что дно океана было песчаным, а в море — 12 миль (19 км). Это помогло механическим акулам работать плавно и по-прежнему обеспечивать реалистичное местоположение. Тем не менее у фильма были заведомо проблемные съёмки, и бюджет значительно превысил изначальный бюджет. Дэвид Браун сказал, что бюджет «составлял 4 миллиона долларов, а картина в итоге обошлась в 9 миллионов долларов». Съёмки в море привели ко многим задержкам: в кадр заносились ненужные парусники, промокли камеры, а однажды «Касатка» с актёрами на борту начала тонуть. Механическая акула часто выходила из строя из-за коррозии гидравлических внутренностей солёной водой. Производственная группа прозвала трех механических акул «Брюс» в честь адвоката Спилберга. В какой-то степени задержки в производстве оказались случайными. Сценарий был доработан во время производства, и ненадёжные механические акулы вынудили Спилберга снимать большинство сцен с акулами только намёками. Например, для большей части охоты на акул её местонахождение представлено плавающими жёлтыми бочками. Спилберг также включил несколько снимков только спинного плавника из-за простоты его съёмки. Широко распространено мнение, что это вынужденное сдерживание увеличило напряжение этих сцен, придав им хичкоковский тон.
Студия заказала продолжение в самом начале успеха «Челюстей». Успех «Крёстного отца 2» и других сиквелов означал, что продюсеры были вынуждены создать более крупную и лучшую акулу. Они поняли, что, если не они, фильм будет продюсировать кто-то другой, и предпочли сами руководить проектом. Спилберг отказался участвовать в сиквеле.

#### Челюсти 2 (1978)
Как и в случае с первым фильмом, производство «Челюстей 2» было затруднено. Первоначальный режиссёр Джон Д. Хэнкок оказался непригодным для боевика, и его заменил Жанно Шварц. Шайдер, который повторил свою роль только для того, чтобы покончить с контрактом с Universal, также был недоволен во время производства и несколько раз горячо обменивался мнениями со Шварцем. Виноградник Марты снова использовался как место для городских сцен. Хотя некоторые жители охраняли свою частную жизнь, многие островитяне приветствовали деньги, которые приносила компания. Большая часть съёмок проходила в Наварре-Бич, Флорида, из-за тёплой погоды и глубины воды, подходящей для платформы с акулами. Как и в первом фильме, съёмки на воде оказались сложными. После нескольких часов постановки парусников на якорь ветер менялся, когда они были готовы стрелять, унося паруса в неправильном направлении. Коррозионное воздействие солёной воды повредило часть оборудования, в том числе металлические детали акул. Как и в первом фильме, кадры с реальными акулами, снятые австралийскими дайверами Роном и Валери Тейлор, использовались для съёмки движения, чего нельзя было убедительно добиться с помощью механических акул.
Продюсеры первых двух фильмов изначально представляли второй сиквел «Челюстей» как пародию под названием «Челюсти 3: Люди 0». Авторам Рождественских каникул Джону Хьюзу и Тодду Кэрроллу было поручено написать сценарий. Проект был заброшен из-за конфликтов с Universal Studios.

#### Челюсти 3 (1983)
Алан Ландсбург и Руперт Хитциг продюсировали третий фильм. Второй сиквел основан на возродившемся интересе к 3D-фильмам в 1980-х годах, среди других фильмов ужасов, таких как «Пятница, 13-е — Часть 3 в 3D» и «Амитивилль 3-D», в которых также использовалось двойное использование числа три. Поскольку это был первый фильм Джо Алвеса в качестве режиссёра, поскольку он был художником-постановщиком первых двух фильмов, он думал, что 3-D «даст ему преимущество». Кинозрители могли бы носить одноразовые картонные поляризованные очки, чтобы создать иллюзию того, что элементы проникают сквозь экран. Ричард Мэтисон работал над рассказом и сценарием, хотя многие из его вкладов остались неиспользованными: сценарист недоволен законченным фильмом. Карл Готлиб, который также редактировал сценарии для первых двух фильмов «Челюсти», получил признание за сценарий вместе с Мэтисоном.

#### Челюсти: Месть (1987)
Джозеф Сарджент продюсировал и снял четвёртый фильм из этой франшизы. «Челюсти: Месть» снимались в Новой Англии и на Карибах, а завершились на участке Universal. Как и в первых двух фильмах франшизы, «Виноградник Марты» был местом расположения вымышленного острова Дружелюбия для первых сцен фильма. Основная фотография переехала в Нассау на Багамах, но это место не предлагало «идеальный мир», который требовался для 38-дневной съёмки. Актёры и съёмочная группа столкнулись со многими проблемами из-за различных погодных условий.

## Прием

### Кассовые сборы
| Фильм          | Дата выхода   | Кассовые сборы | Кассовые сборы | Кассовые сборы | Источник |
| Фильм          | Дата выхода   | США            | Другие страны  | Весь мир       | Источник |
| -------------- | ------------- | -------------- | -------------- | -------------- | -------- |
| Челюсти        | Июнь 20, 1975 | $260,758,300   | $210,653,000   | $471,411,300   | [ 22 ]   |
| Челюсти 2      | Июнь 16, 1978 | $81,766,007    | $106,118,000   | $187,884,007   | [ 23 ]   |
| Челюсти 3      | Июль 22, 1983 | $45,517,055    | $42,470,000    | $87,987,055    | [ 24 ]   |
| Челюсти: Месть | Июль 17, 1987 | $20,763,013    | $31,118,000    | $51,881,013    | [ 25 ]   |
| Итог           | Итог          | $408,804,375   | $390,359,000   | $799,163,375   |          |

Ныне рассматриваемый как один из величайших фильмов в истории, «Челюсти» был прототипом современных летних блокбастеров, а его релиз считается переломным моментом в истории кино. «Челюсти» был самым кассовым фильмом всех времён до выхода «Звёздных войн». Фильм завоевал различные награды за саундтрек и монтаж, включая три премии «Оскар».
«Челюсти 2» были самым дорогим фильмом, созданным Universal до этого момента, и он обошёлся студии в 30 миллионов долларов. Он открылся с валовой прибылью в 9 866 023 доллара в 640 кинотеатрах США и Канады, заняв первое место и дав ему самый кассовый первый уик-энд за всё время на тот момент, а также рекорд за один день в 3,5 миллиона долларов. несмотря на то, что он открылся в тот же день, что и «Бриолин», который собрал 9 миллионов долларов в тот же уик-энд, что было больше, чем у любого фильма, выпущенного до этих выходных.
Но несмотря на отзывы, Челюсти 3 стал успешен в прокате и собрал почти 88 млн долларов при бюджете в 20,5 млн долларов. Поскольку 3D был неэффективен в домашнем просмотре до появления 3D-телевизоров в конце 2000-х годов, альтернативное название Челюсти 3 используется для телевизионных передач и домашних медиа.
Из-за критики третьего фильма франшизы «Челюсти: Месть» был выстроен как прямое продолжение «Челюсти 2», игнорирующее события фильма «Челюсти 3». В прокате фильму сопутствовал коммерческий успех, хотя он также был разгромлен критиками, и часто упоминается как один из худших фильмов всех времен.
«Челюсти» по сравнению с другими самыми кассовыми американскими франшизами ужасов — одна из самых кассовых франшиз фильмов ужасов в Северной Америке. После кассового успеха, появилось множество серий, которые в той или иной степени пародируют фильм Стивена Спилберга, а именно «Чужой против Хищника», «Кэндимэн», «Детские игры», «Заклятие», «Изгоняющий дьявола», «Зловещие мертвецы», «Пункт назначения», «Пятница, 13-е», «Хэллоуин», «Ганнибал Лектер», «Восставший из ада», «Я», «Кошмар на улице Вязов», «Паранормальное явление», «Психо», «Судная ночь», «Пила», «Крик» и «Техасская резня бензопилой».

### Критический прием
| Фильм          | Критический балл   | Критический балл | Публика     | Публика |
| Фильм          | Rotten Tomatoes    | Metacritic       | CinemaScore |         |
| -------------- | ------------------ | ---------------- | ----------- | ------- |
| Челюсти        | 98 % (90 рецензий) | 87 %             | —           |         |
| Челюсти 2      | 61 % (30 рецензий) | 51 %             | —           |         |
| Челюсти 3      | 12 % (34 рецензии) | 27 %             | —           |         |
| Челюсти: Месть | 0 % (38 рецензий)  | 15 %             | C−          |         |

Наряду с «Звёздными войнами», «Челюсти» сыграл решающую роль в создании современной бизнес-модели Голливуда, которая вращается вокруг высоких кассовых сборов с экшн- и приключенческих кинокартин, выходящих летом в тысячах кинотеатров и поддерживающихся масштабной рекламой.
Челюсти 2 получили в основном смешанные отзывы. На сайте Rotten Tomatoes у фильма 61 % положительных рецензий на основе 33 рецензий со средней оценкой 5,40 из 10. На Metacritic — 51 балл из 100 на основе 12 рецензий.
Челюсти 3 получили в основном негативные отзывы от зрителей и критиков. Критиковалась ужасная графика в 3D и игра актёров, но при этом хвалился сюжет и замысел. Он имеет 11 % «гнилой» рейтинг на Rotten Tomatoes на основе 35 обзоров, при этом его критический консенсус гласит: «Пропитанный сыром океанский триллер без очевидной причины для существования, Челюсти 3 ревут с жалобным, но в конечном итоге неуслышанным криком, чтобы выразить это. Франшиза из-за страданий зрителей». Metacritic, используя средневзвешенное значение, присвоил фильму 27 баллов из 100 на основе 9 обзоров, что указывает на «в целом неблагоприятные отзывы».
Четвёртый фильм был крайне негативно встречен критиками. На сайте-агрегаторе Rotten Tomatoes фильм получил рейтинг одобрения 0 % со средним рейтингом 2,7 из 10. На сайте Metacritic средневзвешенный балл, полученный на основании рецензий 15 критиков, составил 15 из 100, а вердикт сайта — «подавляющая неприязнь». Entertainment Weekly как один из «25 худших сиквелов, когда-либо созданных». Он был признан 22-м номером читателями журнала Empire в их списке 50 худших фильмов за всю историю.

## Музыка

### Саундтрек
| Название                                               | Дата выхода | Длительность                            | Композитор   | Лейбл       |
| ------------------------------------------------------ | ----------- | --------------------------------------- | ------------ | ----------- |
| Jaws — Original Motion Picture Soundtrack              | 1975        | 35:12                                   | Джон Уильямс | MCA Records |
| Jaws 2 — Original Motion Picture Soundtrack            | 1978        | 41:19 (оригинал), 101:48 (новая версия) | Джон Уильямс | MCA Records |
| Jaws 3-D — Original Motion Picture Soundtrack          | 1983        | 35:43                                   | Алан Паркер  | MCA Records |
| Jaws: The Revenge — Original Motion Picture Soundtrack | 1987        | 27:20 (промо), 51:13 (оригинальный)     | Майкл Смолл  | MCA Records |

Джон Уильямс написал и дирижировал музыкой к первым двум фильмам. Основная «акулья» тема, простое чередование двух нот, ми и фа, стала классическим произведением саспенс-музыки, синонимом приближающейся опасности. Уильямс описал эту тему как имеющую «эффект перемалывания вас, как это сделала бы акула, инстинктивно, безжалостно, неудержимо», думая, что это шутка. Позже Спилберг сказал, что без музыки Уильямса фильм был бы наполовину менее успешным, и Уильямс признает, что музыка положила начало его карьере. Уильямс получил премию Оскар за оригинальную музыку за свою работу над первым фильмом.
Тема акулы используется во всех трёх сиквелах, и Уильямс сравнивает эту преемственность с «великой традицией» повторения музыкальных тем в голливудских сериалах, таких как «Рой Роджерс» и «Одинокий рейнджер». Алан Паркер написал и дирижировал музыкой для «Челюстей 3», а музыку для финального фильма написал Майкл Смолл. Последнего особенно хвалили за его работу, которую многие критики считали лучше самого фильма.

## Другие СМИ

### Неофициальные сиквелы и плагиаты
В 1970-х и 1980-х годах было выпущено множество фильмов, основанных на людоедах и монстрах (обычно водных), таких как: «Сын Блоба» (также известный как «Осторожно! Капля») и многое другое. Лучшими из них часто считаются Пираньи 2: Нерест как плагиат и Глубокая кровь (также известные как Последняя акула) как неофициальный сиквел. В 1995 году был также выпущен ещё один фильм-сиквел / плагиат «Жестокие челюсти», также известный как «Чудовище», который продавался в некоторых странах как «Челюсти 5: Жестокие челюсти» и стал печально известным из-за незаконного включения кадров из первых трёх официальных фильмов «Челюсти» в его время выполнения. В 2021 году Unknown World Pictures Tv выпустила новый спин-офф, снятый португальским режиссёром Руи Константино по имени Тубарао О Регрессо, он же Челюсти: Возвращение, это трибьют-фильм франшизе Челюсти, получивший положительные отзывы фанатов.

### Документальные фильмы
«Акула все ещё работает» — полнометражный документальный фильм о влиянии и наследии блокбастера Стивена Спилберга 1975 года «Челюсти». В нём представлены интервью с рядом актёров и съёмочной группы фильма. Он был рассказан покойным Роем Шайдером и посвящён покойному Питеру Бенчли.
Документальный фильм создавался фанатами «Челюстей» в течение семи лет на основе документального фильма Лорана Бузеро 1995 года «Создание челюстей», который был включен в некоторые выпуски лазерных дисков и DVD. В других документальных фильмах за эти годы, таких как документальный фильм Бузеро и BBC 1997 года «В зубах челюстей», актёр Ричард Дрейфус рассказывал истории о проблемах с производством «Челюстей» и цитату «Акула НЕ работает», которую Дрейфус постоянно слышал от участников экипажа. В конце концов, после успешных попыток починить неисправное морское чудовище, Дрейфус регулярно слышал цитату «Акула работает».
«Акула всё ещё работает» получила награду за лучший документальный фильм на кинофестивале DocMiami в 2010 году. Документальный фильм был выпущен на домашнем видео в качестве специального материала в выпуске оригинального фильма на Blu-ray 2012 года.
Некоторые интервью были сняты в формате 4:3 Academy, типичном для телевизионных документальных фильмов того времени. По мере того, как производство продолжалось, 16:9 стало стандартом формы для телевидения, поэтому документальный фильм обрезает верхнюю и нижнюю часть изображения, чтобы изменить его форму до 16: 9. На Blu-ray-версии Челюстей нет анаморфотного улучшения документального фильма.

### Игрушки и товары
Universal «разработала и скоординировала новаторский план» распространения и показа первого фильма. Студия и издатель Bantam разработали логотип, который будет появляться как на мягкой обложке, так и на всей рекламе фильмов. «И издатель, и дистрибьютор признали взаимную выгоду, которую принесет совместная стратегия продвижения». Продюсеры Занук и Браун совершили поездку по шести городам, чтобы продвигать книгу в мягкой обложке и фильм. После того, как фильм был выпущен, было создано больше мерчендайзинга, в том числе плавательные полотенца и футболки с изображением акул, пластиковые акульи плавники для пловцов и надувные лодки в форме акул, на которых они могли плавать. Компания Ideal Toy Company выпустила игру, в которой игрок должен был использовать крючок, чтобы выуживать предметы изо рта акулы до того, как челюсти сомкнутся. Также была выпущена книга Карла Готлиба 1975 года «Журнал челюстей», в которой рассказывается о создании фильма.
«Челюсти 2» создали гораздо больше мерчандайзинга и спонсоров, чем первый фильм. Продукты включали наборы коллекционных карточек от хлеба Topps и Baker’s, бумажные стаканчики от Coca-Cola, пляжные полотенца, сувенирную программу, ожерелья из акульих зубов, раскраски и книги для занятий, а также комплект моделей грузовика Броуди. Была выпущена новелла Хэнка Серлза, основанная на более раннем наброске сценария Говарда Саклера и Дороти Тристан, а также «Журнал Челюстей 2» Рэя Лойнда, отчет о производстве фильма. Серлз также написал роман «Челюсти: Месть», основанный на более раннем наброске сценария Майкла Де Гусмана.

### Видеоигры
На основе франшизы было выпущено несколько видеоигр. Первый, под названием Челюсти, был выпущен для Nintendo Entertainment System (NES) в 1987 году. Была отдельная компьютерная адаптация оригинального фильма «Челюсти» под названием «Челюсти: Компьютерная игра», выпущенная в 1989 году компанией Screen 7 для Commodore Amiga и других компьютеров; ещё одна игра, не имеющая отношения к основной серии «Челюсти» для Commodore 64 и других компьютеров была выпущена Box Office. Программное обеспечение того же года. Уровень «Челюсти» был представлен в игре Universal Studios Theme Parks Adventure 2001 года от Kemco для Nintendo Gamecube. «Челюсти: Развязка», разработанная Appaloosa Interactive, была выпущена в 2006 году для платформ PlayStation 2, Xbox и ПК. Официально лицензированная игра для iPhone, основанная на оригинальном фильме, была выпущена Bytemark Games и Universal Partnerships & Licensing в 2010 году, а в 2011 году Universal лицензировала следующую игру (в виде приложения) под названием Челюсти: Месть. Эта игра была сделана Fuse Powered Inc. Игра под названием Челюсти: Максимальные хищники была выпущена на Wii и Nintendo 3DS в 2011 году. Также была выпущена виртуальная игра в пинбол от Zen Studios для Pinball FX 3. Мобильная игра под названием Челюсти.io была выпущена 14 февраля 2019 года для устройств iPhone и Android и издана Universal Studios Interactive Entertainment LLC.

### Челюсти 19
«Челюсти 19» — фильм-шутка, реклама которого показана в фильме 1989 года «Назад в будущее 2», действие которого происходит в 2015 году. В кинотеатре в Хилл-Вэлли есть огромный голографический плакат «Челюсти 19» Макса Спилберга (имя реального сына Стивена Спилберга), который «проглатывает» Марти МакФлая. В 2015 году Universal сделала постер и трейлер к художественному фильму, который вышел с бокс-сетом, посвященным 30-летию «Назад в будущее».
16 сентября 2015 года в российский прокат вышел фан-фильм «Челюсти 19».